# Islas Georgias del Sur y Sandwich del Sur
El territorio británico de ultramar de las Islas Georgias del Sur y Sandwich del Sur (en inglés, British Overseas Territory of the South Georgia and the South Sandwich Islands) es un territorio dependiente y no autónomo, administrado por el Reino Unido y reclamado por Argentina, que comprende a la totalidad del archipiélago de las Georgias del Sur y del archipiélago de las Sándwich del Sur, situados en el Arco de las Antillas Australes del océano Atlántico sudoccidental.
La soberanía de todas las islas es disputada con Argentina. Estos archipiélagos fueron parte del escenario bélico de la guerra de las Malvinas.

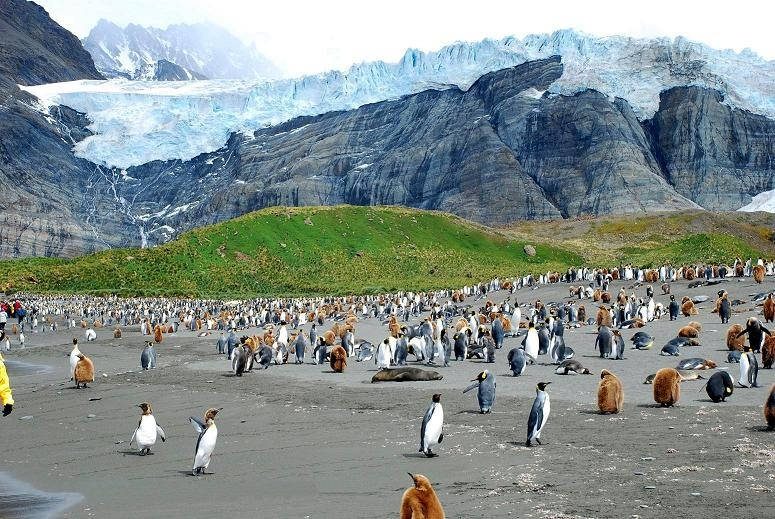
Fotografía de Georgia del Sur.

## Historia

### Islas Georgias del Sur

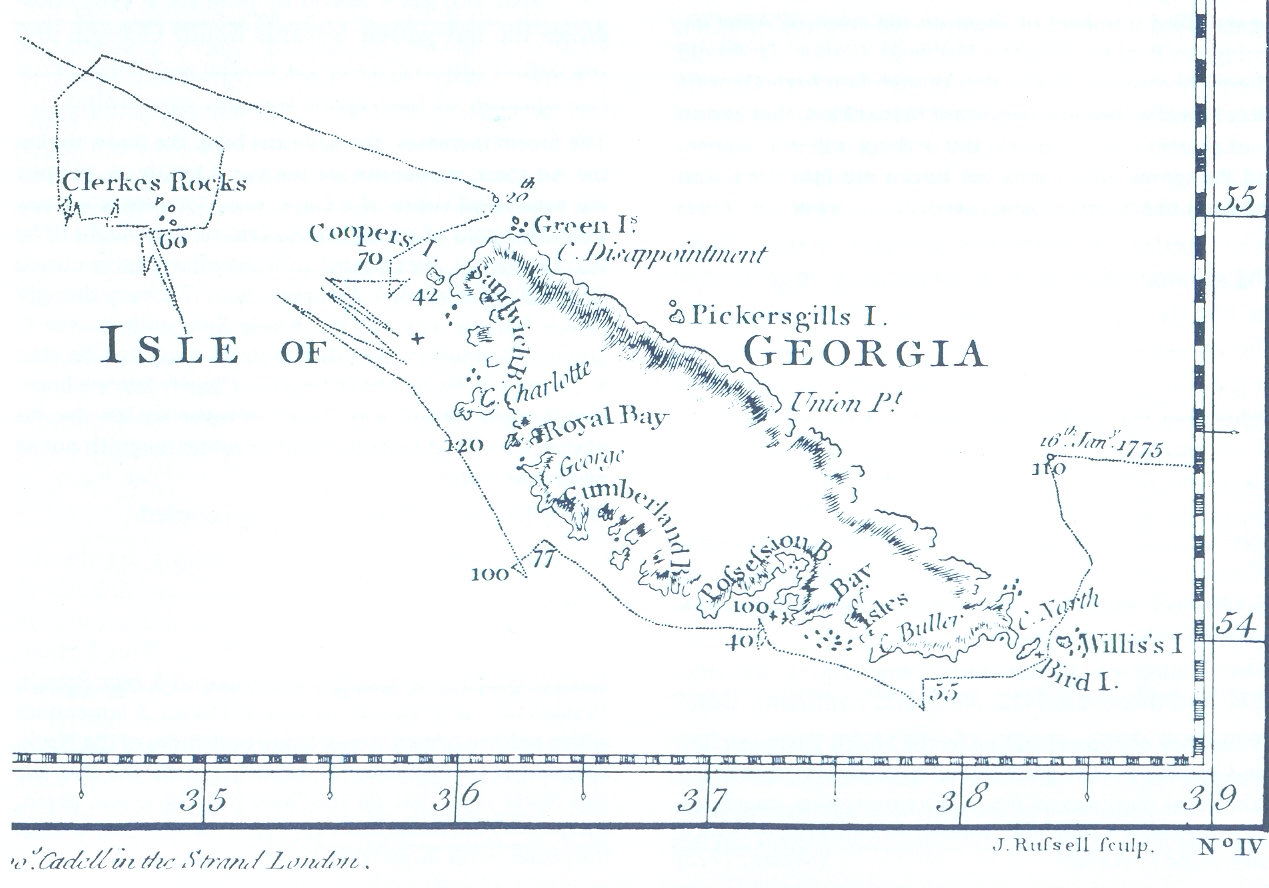
Mapa de Georgias del Sur (James Cook, 1777).

Las Georgias del Sur se localizan en el océano Atlántico Sur, a 1390 km al sureste de las islas Malvinas.
Posee un área de 3903 km², incluyendo las islas satélites. La isla principal, en español San Pedro, tiene un área de 3528 km². Es montañosa, con 11 picos de más de 2000 m de altura, y cubierta por varios glaciares (el glaciar Fortuna es el mayor).

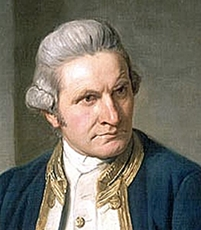
James Cook.

Según la postura argentina (y varias fuentes externas), la isla San Pedro, y sus adyacentes, fueron descubiertas por los tripulantes del navío español León entre el 28 y el 29 de junio de 1756, quienes las ubicaron perfectamente en latitud y longitud. La isla principal fue bautizada y registrada cartográficamente con ese nombre, porque el día 29 de junio en que fue explorada, correspondía a la festividad religiosa de San Pedro.
Según la postura británica, fue avistada por primera vez en 1675 por Anthony de la Roché, a quien versiones diferentes atribuyen nacionalidad británica o española (actuando a las órdenes de la Corona británica bajo el nombre de Antonio de la Roca). La isla apareció como «isla Roché» en viejos mapas. Fue redescubierta en 1775 por el capitán James Cook, quien después rechazó su búsqueda como «no valorado el descubrimiento». Le dio el nombre de «la isla de Georgia» en honor al rey Jorge III de Inglaterra. El capitán Cook desembarcó en la isla y la reclamó para el Reino Unido el 17 de enero de 1775.
Durante el siglo XIX fue una base de caza de focas y en el siglo siguiente, una base de caza de ballenas hasta mediados del mismo. La primera estación ballenera en tierra, Grytviken, fue establecida en 1904 por la Compañía Argentina de Pesca y estuvo en operación hasta 1965.
El 19 de marzo de 1982, una operación táctica argentina ocupó en las Georgias del Sur una estación ballenera abandonada en puerto Leith. El comandante de la guarnición argentina, Luis Lagos, proclamó la autoridad argentina el 3 de abril. La isla fue recapturada por las fuerzas británicas el 25 de abril del mismo año en la Operación Paraquat, como parte de las acciones británicas durante la guerra de las Malvinas.
Cerca de la antigua estación ballenera de Grytviken, la Investigación Antártica Británica había establecido entre 1949 y 1950 una estación de investigación en King Edward Point, conocida en la Argentina como Punta Coronel Zelaya, la cual, después de la guerra de las Malvinas, se convirtió en una pequeña guarnición militar, volviendo a manos civiles en el 2001.

### Islas Sandwich del Sur

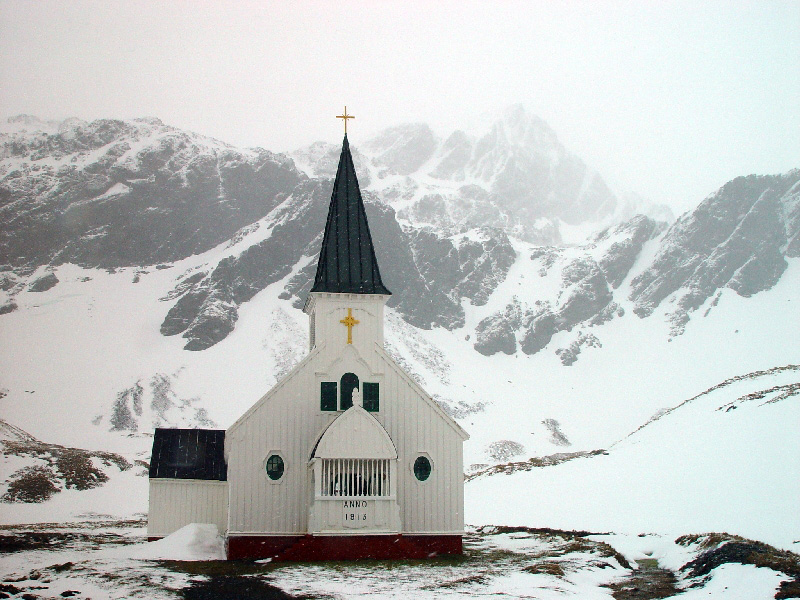
Iglesia en Grytviken.

Las islas fueron nombradas en honor al IV conde de Sandwich y I Lord del Almirantazgo Británico, agregándoles "del Sur" para distinguirlas de las "islas Sandwich", ahora conocidas como Hawái. Las tres islas meridionales fueron descubiertas por James Cook en 1775. Las ocho septentrionales fueron descubiertas por Fabian Gottlieb von Bellingshausen en 1819.
El Reino Unido declaró su soberanía sobre las Sandwich del Sur en 1908, agrupándolas con otros territorios británicos en el Atlántico sur como Dependencias de las islas Malvinas. La República Argentina reclamó su soberanía sobre las islas en 1938.
Del 25 de enero de 1955 hasta el verano de 1956, Argentina mantuvo el Refugio Teniente Esquivel en la bahía Ferguson, en la costa sudeste de la isla Thule. Desde 1976 a 1982 mantuvo la Estación Científica Corbeta Uruguay, en el golfo Caldera, en la costa sudeste de la misma isla. A pesar de que los británicos descubrieron la presencia de la base argentina y protestaron formalmente en enero de 1977, la remoción de la base no se hizo efectiva hasta después de la guerra de Malvinas, el 20 de junio de 1982.

## Gobierno y política

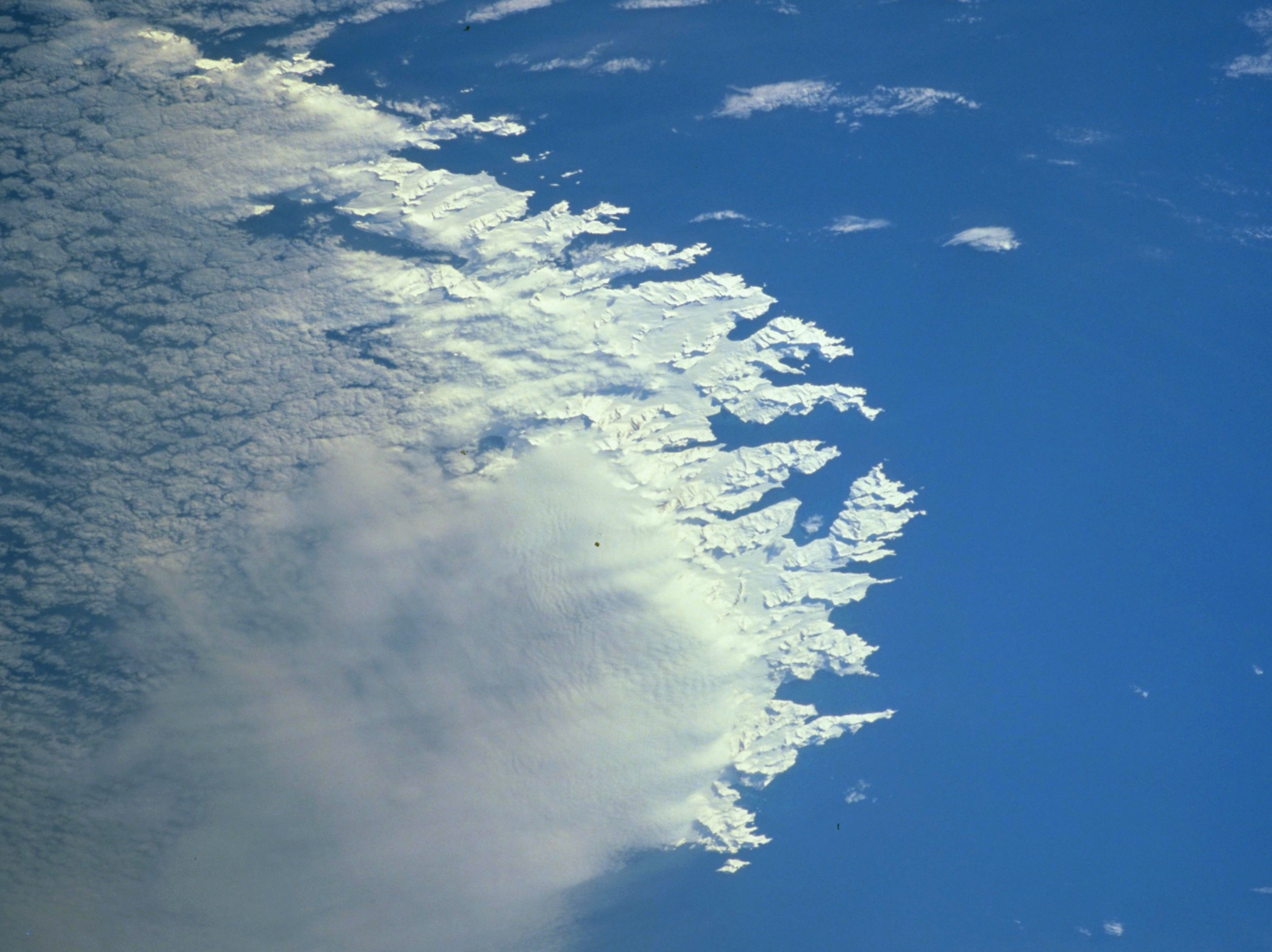
Georgias del Sur (imagen tomada por la NASA).

El Poder Ejecutivo de este territorio británico de ultramar reside en Carlos III del Reino Unido, pero en la práctica es representado por el gobernador del territorio británico de ultramar de las Islas Malvinas, que simultáneamente es el Comisionado de las Georgias del Sur y Sandwich del Sur, actuando «en nombre de Su Majestad y en representación de Su Majestad», como jefe del Estado de facto en la ausencia del monarca británico.
Un Asistente del Comisionado se encarga de los asuntos policiales y es también director de Pesquerías de las islas, responsable de las licencias de pesca. Dos gerentes de operaciones se encargan de los asuntos administrativos del territorio. El secretario de Finanzas y el fiscal general del estado del territorio, tienen los mismos cargos en el gobierno de las Islas Malvinas. No existe un órgano Legislativo ni se han realizado elecciones. La Oficina de Exteriores del Reino Unido controla las relaciones internacionales del territorio.
El actual administrador local de las islas está basado en King Edward Point, y lleva el título de Government Officer (antiguamente el de Marine Officer). Este se encarga de las materias administrativas en nombre del comisionado, y sus tareas incluyen ser capitán del puerto, oficial de migraciones, y oficial pesquero. Hay también un administrador de correos.
La función judicial es llevada a cabo por el comandante de la base del British Antarctic Survey en King Edward Point.
No existe una subdivisión administrativa oficial del territorio, ni en cuanto a la administración británica, ni al reclamo argentino, aunque por razones geográficas este territorio está subdividido informalmente en las Georgias del Sur, Sandwich del Sur, e Islas Aurora.

## Geografía
El territorio de las Islas Georgias del Sur y Sandwich del Sur abarca una serie de islas localizadas en una de las partes más remotas del océano Atlántico sur. La mayoría de estas islas son montañosas, y las cumbres más altas se encuentran cubiertas de nieve la mayor parte del año.

### Islas Georgias del Sur

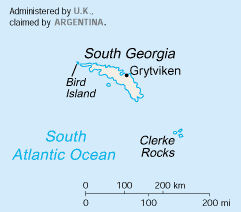
Mapa de las Islas Georgias del Sur.

Las islas Georgias del Sur se ubican a cerca de 1390 km del sureste de las islas Malvinas. Este grupo comprende la isla San Pedro, también conocida como Georgia del Sur, que es la más grande de este grupo, junto con las islas e islotes que la rodean, ubicadas principalmente en el oeste y el sureste. La superficie total de este grupo de islas alcanza los 3 903 km².
Las islas Georgias del Sur se componen de las siguientes islas:
- Isla San Pedro
- Isla Annenkov
- Isla Cooper
- Isla Grass
- Isla Pájaro
- Isla Trinity
- Islas Pickersgill
- Islas Bienvenido
- Islas Willis
- Rocas Negras

Las siguientes también son consideradas parte del archipiélago de las Islas Georgias del Sur, a pesar de estar a más de 50 km de la isla principal:
- Islas Aurora
- Rocas Clerke

### Islas Sandwich del Sur

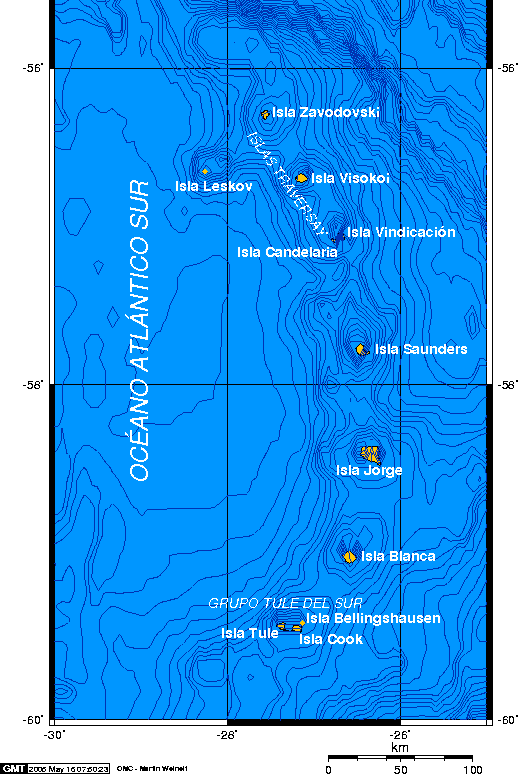
Mapa de las Sandwich del Sur.

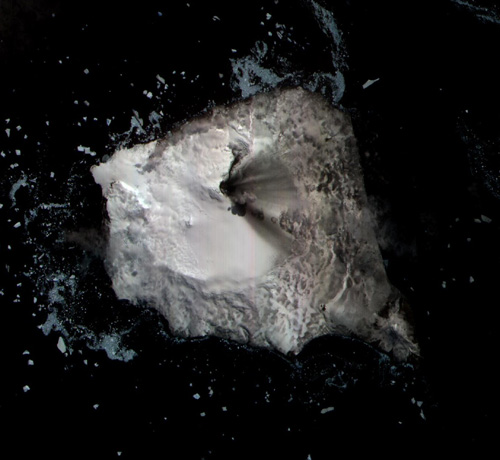
Vista satelital de la isla Jorge, la mayor de las Sandwich del Sur.

Las islas Sandwich del Sur comprenden once islas, la mayoría volcánicas, las cuales forman un arco insular que se extiende de norte a sur, a 805 km de la punta sureste de la isla Georgia del Sur. Su superficie total no sobrepasa los 320 km. Los grupos más septentrionales son los archipiélagos de Candelaria y Marqués de Traverse, mientras que las islas Tule del Sur son las que se encuentran más al sur. Las tres islas más grandes se encuentran entre estos tres grupos (Saunders, Blanco y Jorge). El punto más alto de las Islas Sandwich del Sur es el monte Belinda (1370 m s. n. m.), en la Isla Jorge.
La siguiente tabla muestra, de norte a sur, las principales islas pertenecientes al archipiélago de las islas Sandwich del Sur :
| Islas (nombre en inglés)                                                          | Área    | Mayor altura           | Localización                       |
| Islas Traverse (Traversay Islands)                                                |         |                        |                                    |
| Banco Protector (Protector Shoal) volcán submarino                                | —       | Protector Shoal: -27 m | 55°54′S 28°06′O / -55.900, -28.100 |
| Zavodovski (Zavodovski)                                                           | 25 km²  | Monte Curry: 550 m     | 56°18′S 27°34′O / -56.300, -27.567 |
| Leskov (Leskov)                                                                   | 0.3 km² | Punto Rudder: 190 m    | 56°40′S 28°08′O / -56.667, -28.133 |
| Visokoi (Visokoi)                                                                 | 35 km²  | Monte Hodson: 915 m    | 56°42′S 27°13′O / -56.700, -27.217 |
| Islas Candelaria (Candlemas Islands) (a veces incluidas entre las Islas Traverse) |         |                        |                                    |
| Candelaria (Candlemas)                                                            | 14 km²  | Monte Andrómeda: 550 m | 57°05′S 26°39′O / -57.083, -26.650 |
| Vindicación (Vindication)                                                         | 5 km²   | Pico Quadrant: 430 m   | 57°06′S 26°47′O / -57.100, -26.783 |
| Islas Centrales (Central islands)                                                 |         |                        |                                    |
| Saunders (Saunders)                                                               | 40 km²  | Monte Michael: 990 m   | 57°48′S 26°28′O / -57.800, -26.467 |
| Jorge (Montagu)                                                                   | 110 km² | Monte Belinda: 1.370 m | 58°25′S 26°23′O / -58.417, -26.383 |
| Blanco (Bristol)                                                                  | 46 km²  | Monte Darnley: 1100 m  | 59°03′S 26°30′O / -59.050, -26.500 |
| Islas Tule del Sur (Southern Thule Islands)                                       |         |                        |                                    |
| Bellingshausen (Bellingshausen)                                                   | 1 km²   | Pico Basilisk: 255 m   | 59°25′S 27°05′O / -59.417, -27.083 |
| Tule (Thule o Morrell)                                                            | 14 km²  | Monte Larsen: 710 m    | 59°27′S 27°18′O / -59.450, -27.300 |
| Cook (Cook)                                                                       | 20 km²  | Monte Harmer: 1.115 m  | 59°28′S 27°09′O / -59.467, -27.150 |

Este archipiélago es el más oriental de las Antillas del Sur, siendo su base geológica la dorsal del Scotia, continuación submarina de la cordillera de los Andes que reaparece en el continente antártico con el nombre de Antartandes. Este cordón montañoso tiene importante actividad sísmica y volcánica en las Sandwich del Sur puesto que casi inmediatamente al este del archipiélago se encuentra la zona de subducción submarina conocida como fosa de las Sandwich del Sur con profundidades de aproximadamente 8325 metros bajo el nivel del mar. Al oeste las islas señalan el límite del mar del Scotia y, asimismo, prácticamente el de la placa tectónica Scotia.
Puntos extremos del archipiélago:
- Norte: 56°16′S 27°30′O / -56.267, -27.500  (punta Mejor, en la isla Zavodovski);
- Sur:   59°28′S 27°09′O / -59.467, -27.150 (punta Mar Tendido, en la isla Cook);
- Este:  58°26′S 26°13′O / -58.433, -26.217 (punta Matías, en la isla Jorge);
- Oeste: 58°38′S 28°08′O / -58.633, -28.133 (punta Oeste, en la isla Leskov);

## Clima
El clima está clasificado como polar, y el tiempo es altamente variable y duro; establecido como tundra (ET) en la clasificación del clima de Köppen. Las temperaturas máximas diarias típicas en Georgia del Sur al nivel del mar son de alrededor de 0 °C (32 °F) en invierno (agosto) y 8 °C (46,4 °F) en verano (enero). Las temperaturas mínimas de invierno son típicamente de alrededor de -5 °C (23 °F) y raramente bajan por debajo de -10 °C (14 °F). La precipitación anual en Georgia del Sur es de unos 1500 mm (59,1 pulgadas), gran parte de la cual cae en forma de aguanieve o nieve, lo que es posible durante todo el año. En el interior, la línea de nieve en verano está a una altitud de unos 300 m (984 pies).

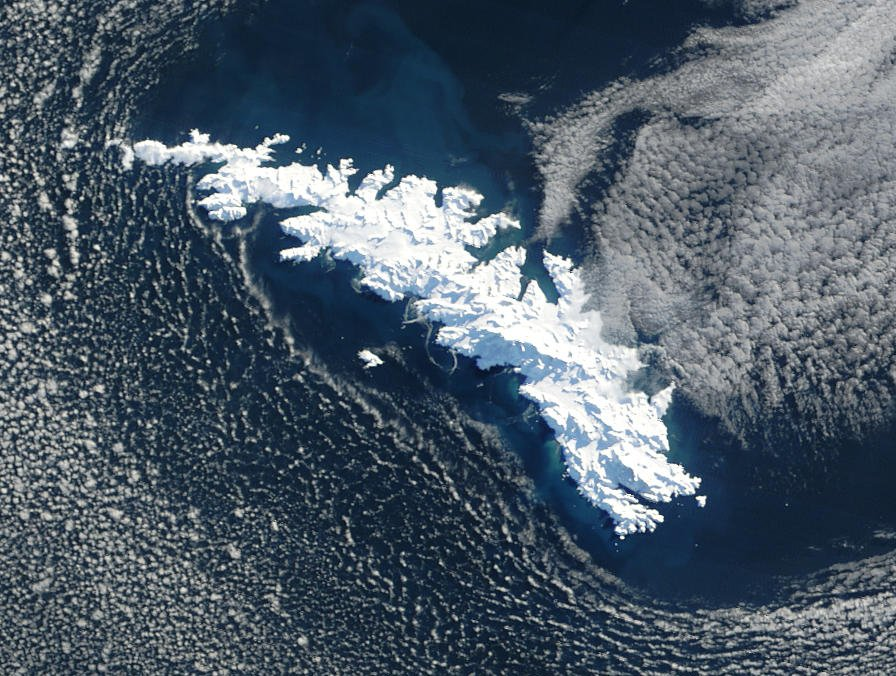
Fotografía satelital de las islas Georgias del Sur

Los vientos del oeste soplan durante todo el año intercalados con períodos de calma; de hecho, en 1963, el 25 % de los vientos se encontraban en la categoría de calma en la punta del Rey Eduardo, y la velocidad media del viento de alrededor de 8 nudos (9,2 mph; 15 km/h) es aproximadamente la mitad de la de las islas Malvinas. Esto da al lado oriental de las Georgias del Sur (lado de sotavento) un clima más agradable que el expuesto en el lado occidental. Las condiciones meteorológicas imperantes hacen generalmente que sea difícil acercarse a las islas en barco, aunque la costa norte de las Georgias del Sur tiene varias bahías grandes que proporcionan un buen anclaje.
La insolación, como en muchas islas del Atlántico Sur, es baja, con un máximo de solo el 21,5 %. Esto equivale a unas 1000 horas de sol al año. La topografía local, sin embargo, también contribuye significativamente a la baja insolación. Un estudio publicado a principios del decenio de 1960 indicó que los instrumentos de registro de la luz solar permanecían significativamente oscurecidos durante todo el año y totalmente oscurecidos durante el mes de junio. Se estimó que la exposición teórica al sol menos las obstrucciones sería de alrededor del 14 % en la isla de los Pájaros y del 35 % en la punta del Rey Eduardo - o, en términos horarios, que oscilan entre unas 650 horas en el oeste y 1500 horas en el este. Esto ilustra el efecto que la cordillera de Allardyce tiene en la ruptura de la cubierta de nubes.
Los vientos de las montañas soplan directamente hacia el lado occidental y bajan por el lado oriental de las montañas y se vuelven mucho más cálidos y secos debido al efecto Föhn; esto produce las condiciones más agradables cuando las temperaturas pueden ocasionalmente subir por encima de los 20 °C (68 °F) en los días de verano. La temperatura más alta registrada fue de 28,8 °C (83,8 °F) en Grytviken y 26,3 °C (79,3 °F) en la cercana punta del Rey Eduardo, ambas en el lado este protegido de las islas. Por el contrario, la temperatura más alta registrada en la isla de los Pájaros en el lado oeste de barlovento es de apenas 14,5 °C (58,1 °F). Como se podría esperar, el lado este protegido también puede registrar temperaturas invernales más bajas, el mínimo absoluto para Grytviken es de -19,4 °C (-2,9 °F), en la Punta del Rey Eduardo -18,9 °C (-2,0 °F), pero en la isla de los Pájaros solo -11,4 °C (11,5 °F).
Los mares que rodean a Georgia del Sur son fríos durante todo el año debido a la proximidad de la corriente Circumpolar Antártica. Generalmente permanecen libres de hielo en invierno, aunque se puede formar hielo delgado en bahías protegidas, y los bloques de hielo son comunes. La temperatura del mar baja a 0 °C (32 °F) a fines de agosto y sube a alrededor de 4 °C (39,2 °F) solo a principios de abril.
Las islas Sandwich del Sur son mucho más frías que las Georgias del Sur, ya que están más al sur y están más expuestas a los brotes de frío del continente antártico. También están rodeadas de hielo marino desde mediados de mayo hasta finales de noviembre (incluso más tiempo en su extremo sur). Los registros de temperaturas extremas en la Isla Thule del Sur han oscilado entre -29,8 y 17,7 °C (-21,6 y 63,9 °F).

## Economía

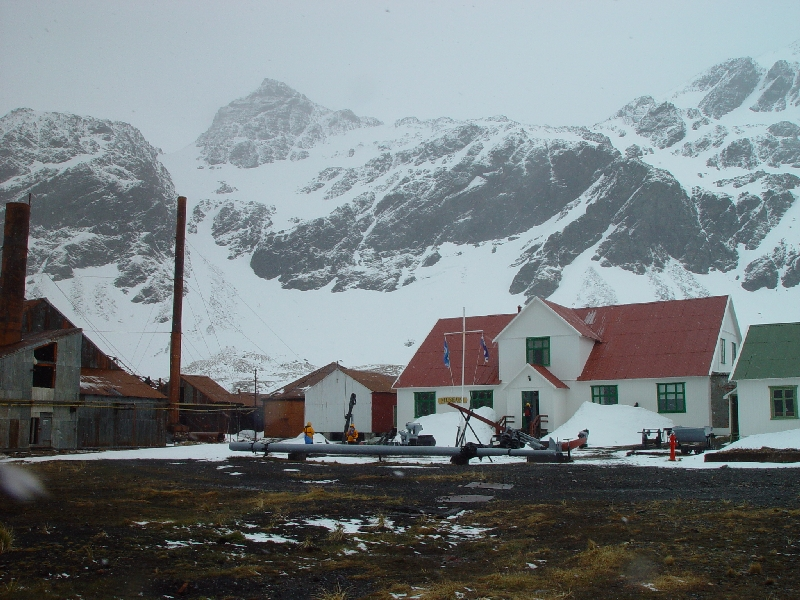
Museo de Georgia del Sur, en Grytviken.

La población humana en las islas es aislada, y no es estable por la falta de actividades económicas sostenidas. Dentro de las Georgias del Sur, el principal establecimiento habitado es la base British Antarctic Survey, situada en King Edward Point, cerca de Grytviken, con una capacidad de 18 personas, aunque en invierno la población se ve reducida en promedio a ocho. Existen más establecimientos, como la base en la caleta Jordán de la Isla Pájaro/Bird, a 4 km del extremo occidental de la isla principal, que puede alojar a ocho personas pero no está habitada permanente, como ocurre en otros sitios. La población en verano es en promedio de 30 personas, con fluctuaciones, mientras que en invierno puede disminuir hasta una sola cifra.
Como no hay habitantes nativos, la actividad económica en las islas Georgias del Sur y Sandwich del Sur es limitada. El territorio tiene unos ingresos de 300 000 dólares por unos gastos de cerca de 500 000 dólares. Las principales fuentes de ingreso en el territorio incluyen la pesca, turismo, y venta de sellos postales.

### Pesca
La pesca tiene lugar alrededor de las Georgias del Sur y en las aguas adyacentes en algunos meses del año, con las licencias de pesca para pescados y krill. Hay una potencial fuente de ingresos en las piscifactorías de pescado y krill.
La zona marítima de Georgia del Sur cubre más de un millón de kilómetros cuadrados. El Gobierno supervisa toda la pesca comercial dentro de la zona y cuenta con un buque dedicado a la patrulla de pesca para garantizar que no se practica la pesca ilegal.

### Turismo
El turismo se ha convertido en la principal fuente de ingresos en los últimos años, con muchos cruceros visitando las islas. El territorio obtiene los ingresos de los cargos por atracar.

### Sellos postales
Una gran fuente de ingresos (también externa) procede de los sellos postales de las islas Georgias del Sur y Sandwich del Sur, que son producidos en Reino Unido.
A lo largo del tiempo, la denominación en los sellos postales cambió varias veces su nombre:
Georgias del Sur (South Georgia): 1944, 1962-1979.
Dependencias de las islas Malvinas (Falkland Islands Dependencies): 1946-1961, 1980-1985
Georgias y Sandwich del Sur (South Georgia and South Sandwich Islands): 1986 - actualidad.

## Demografía

Puntos poblados históricos y modernos en la isla San Pedro.

No hay población nativa en las islas. Una pequeña guarnición militar en la isla San Pedro, en King Edward Point, se marchó en marzo de 2001 para ser reemplazado por un grupo de científicos de la British Antarctic Survey, que tienen otra base en la isla Bird, también en el grupo de islas de Georgias del Sur. Las islas Sandwich del Sur están deshabitadas. Entre las localidades abandonadas de la isla principal se encuentran Puerto del Príncipe Olav, Godthul y Puerto Nueva Fortuna.
En el pasado, cuando la isla era una base para la caza de ballenas, la población de la isla San Pedro llegó a ser mayor de 2000 personas. Actualmente, la población fija entre científicos y administradores no excede las cuatro personas.
Solveig Gunbjörg Jacobsen nació en Grytviken el 8 de octubre de 1913 siendo la primera persona nacida al sur de la convergencia antártica. Vivió y falleció en Buenos Aires.

## Comunicaciones
Existe una estación radiotelefónica en Grytviken. El dominio de Internet del territorio es .gs, y a pesar de su aislamiento existen 320 servidores de Internet en el archipiélago.

## Ecología
En febrero de 2012, el gobierno colonial británico de las Georgias del Sur y Sandwich del Sur anunció el establecimiento de una zona de protección marina de más de un millón de kilómetros cuadrados en las aguas que rodean las islas. Incluye 20.000 km² en los que la pesca está totalmente prohibida, para proteger la rica biodiversidad de los archipiélagos y el hábitat natural de varias especies amenazadas. El entonces ministro argentino de Defensa, Arturo Puricelli, dijo que la decisión británica «obedecía a buscar y generar un espacio que, encubierto en el marco de la ecología y el cuidado del medio ambiente, les permita determinar un espacio de mayor usurpación». El secretario de Estado de Relaciones Exteriores, Henry Bellingham, felicitó la acción.

## Deporte
El registro más antiguo que hay de un juego de fútbol en las Georgias del Sur data de enero de 1914 cuando en New Fortuna Bay, Sureste de Fortuna Bay. El AS Ocean Harbour superó por 9 a 2 al Grytviken, en un curioso partido que finalizó con un baile entre todos los asistentes dentro del campo de juego, como informaran los medios de la época.
En Grytviken se crea un campo de fútbol a fines de las década de 1920, gracias a gestiones realizadas por la Grytviken Idroesfering, que junto al Grytviken Sport Club, que fue el primer club deportivo de las islas, fundado en 1928, eran los encargados de organizar los encuentros de fútbol y atletismo en los meses de febrero de cada año. El mismo fue inaugurado el 23 de febrero de 1928 con un torneo denominado "Copa de Pesca", que contó con una ceremonia de desfile de delegaciones y un encuentro deportivo presentado por el gobernador. Tiempo después, se realizó también en Grytviken el mayor torneo de fútbol y atletismo de las islas de la zona, una competición desarrollada entre el 14 y 15 de febrero de 1931 bajo el nombre de "Falklands Islands Governament Cup", que como su nombre lo indica fue organizada por el gobierno de las Malvinas y contó con la participación de equipos de 5 estaciones (Grytviken, Leith Harbour, Husvik, Stromness and Prince Olav Harbour).
Dentro de la Grytviken Sports Meeting, hay algunos registros de los campeones de las islas. En 1928 fue el Grytviken el ganador, mientras que en 1930 cayó en la definición ante el Leith Harbour 4-1, y en 1932 perdió ante el mismo rival por 4-3. A su vez, hasta principios de 1960 se realizó la "South Georgia Inter Whaling Football Championship", con participación de distintos equipos de las cuatro estaciones balleneras de las islas: Grytviken, Leith, Stromness y Husvik. En las últimas ediciones, en 1958-59 el ganador fue Leith con victoria en la final 4-1 ante Grytviken, en 1959-60 repitió triunfador con victoria 3-1 ante Husvik y en la última edición triunfó el Leith por 7-4 contra el STRØMNES.
Si bien la población es escasa, no es impedimento para que se realicen torneos deportivos. En la actualidad, los partidos más comunes son realizados en el campo de fútbol de Grytviken, cuando los integrantes de la estación local de King Edward Point, de la British Antarctic Survey, se enfrentan a las diferentes embarcaciones que arriban hacia el lugar, incluyendo en sus formaciones tanto hombres como mujeres para procurar llegar a los 11 jugadores de cada lado. Para algunos portales, estos partidos son realizados por la Selección de fútbol de las islas, mientras que en otros sitios se remarca el carácter amateur y poco reglamentario de los partidos que organizan en la base local de King Edward Point ante los ocasionales visitantes que llegan (por ejemplo, la HMS Endurence, HMS James Clark Ross, HMS Shackleton, Rhotera, HMS York, HMS Clyde, entre otros).

## Área marina protegida

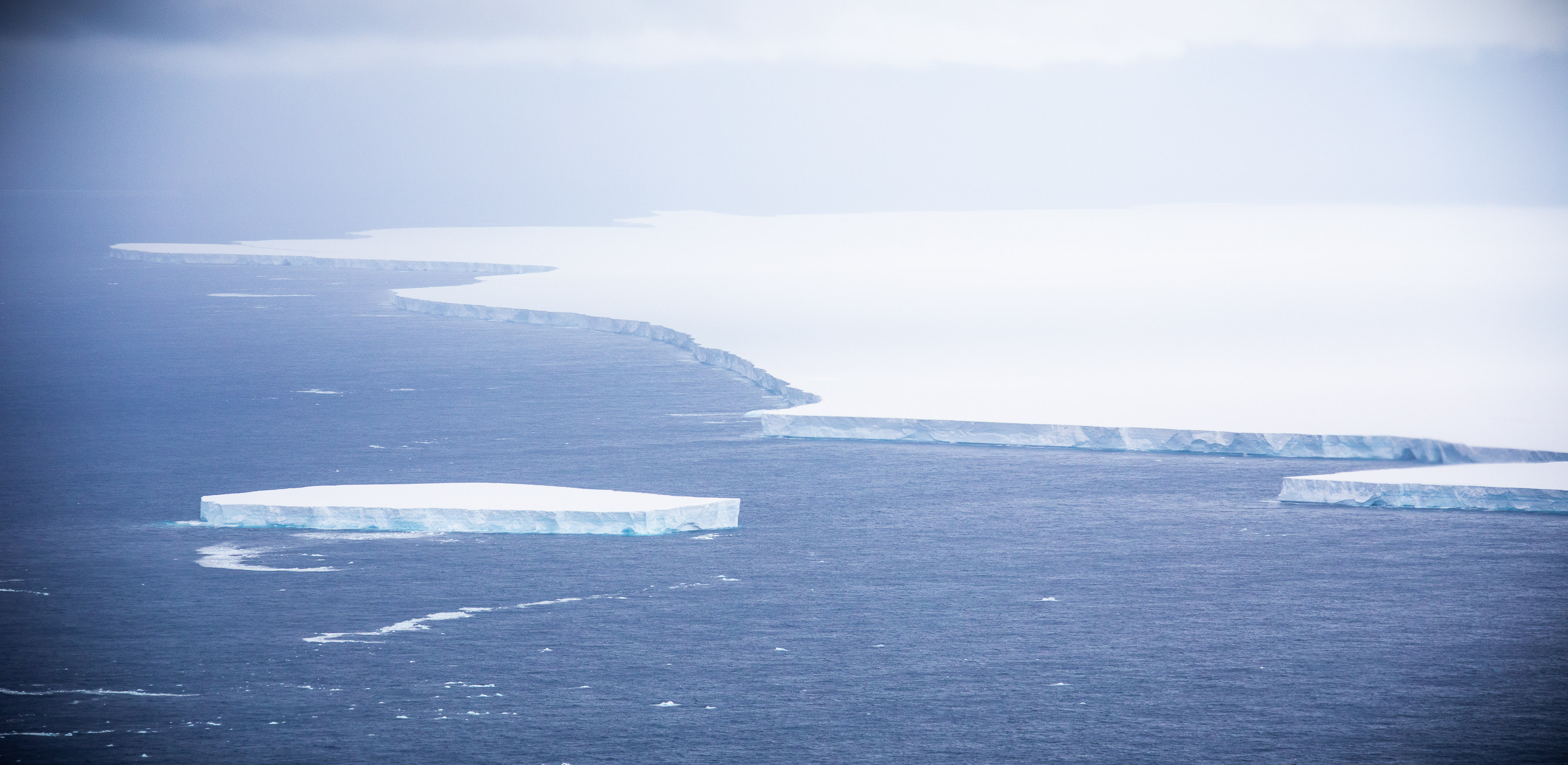
Iceberg flotando cerca de la isla de Georgia del Sur. Se trata de una sección del A-68, desprendido de la plataforma Larsen C en 2017 que ya ha entrado en el área marina protegida.

El Área marina protegida de Georgia del Sur y las islas Sandwich del Sur es una de las más grandes del mundo, con una superficie de 1,24 millones de km2. Se creó en 2012 para conservar la rica biodiversidad de los mares de la zona y crear el marco adecuado para la investigación y la gestión del territorio. La zona donde está prohibida toda actividad pesquera (NTZ) cubre 283.000 km2 e incluye todas las aguas costeras de menos de 100 m de profundidad, así como hábitats únicos de respiraderos hidrotermales, montes submarinos y fosas, incluida la parte más profunda del Océano Austral (más de 8000 m de profundidad en la fosa de Sandwich del Sur). La pesca de arrastre está prohibida en toda el área, así como la explotación de hidrocarburos. Desde 2021 está prohibido todo transporte de combustible pesado, para evitar derrames. La pesca de palangre está restringida a profundidades entre 700 y 2250 m, menos del 6% del área protegida (AMP). En las zonas donde se puede pescar, está restringida a cuatro meses al año en invierno, para evitar la captura accidental de albatros. La captura de krill también está limitada al invierno, cuando las especies que se alimentan de él, pingüinos, focas y ballenas, está lejos o hay muy pocos.

### Enespañol
- Web del gobierno argentino con un mapa del sur de Argentina.
- Mapa de la Isla San Pedro (Georgias del Sur) con toponimia argentina depositado en la ONU
- Mapa de las Sandwich del Sur con toponimia argentina depositado en la ONU
- Extenso artículo de las Islas Georgias del Sur

### Eninglés
- Detallado mapa de la isla Georgia del Sur
- Estación de investigación británica King Edward Point
- Estación científica de la isla Bird
- Sitio oficial de Georgia del Sur
- Una postal desde Georgia del Sur por Roderick Eime
- Gazetteer: Geographic Names of Antarctica and Subantarctic (with coordinates and heights)
- Gazetteer: Geographic Names of South Georgia and South Sandwich Islands
- Información sobre la base ballenera
- Mapa del siglo décimo octavo que muestra la isla Roché
- James Cook, Chart of the Discoveries made in the South Atlantic Ocean, in His Majestys Ship Resolution, under the Command of Captain Cook, in January 1775, W. Strahan and T. Cadel, London, 1777.

- Datos: Q35086
- Multimedia: South Georgia and the South Sandwich Islands / Q35086
- Guía turística: Islas Georgias del Sur y Sándwich del Sur